# Lluís Millà i Reig
Lluís Millà i Reig   (Barcelona, 18 d'abril de 1921 - Barcelona, 26 d'octubre de 2005) fou un escriptor, llibreter i arxiver català, fill del llibreter i dramaturg Àngel Millà i Navarro i de Maria Reig Garcia. A més, era net de Lluís Millà i Gàcio, germà del tipògraf Francesc Millà i Gàcio i besnet del llibreter i prestidigitador Melcior Millà i Castellnou. Va rebre el Premi d'Actuació Cívica de la Fundació Lluís Carulla el 1992.

## Biografia
El seu avi, Lluís Millà i Gàcio, molt lligat a la faràndula, va fundar la Llibreria Editorial Millà al carrer Sant Pau de Barcelona el 1900, especialitzada en texts teatrals a la que ell mateix es va incorporar el 1934 i que dirigirà després de la Guerra Civil Espanyola. És conegut per editar el calendari de sobretaula conegut com a Bloc Millà i sobretot per conservar i aplegar del més complet Arxiu Teatral de Catalunya que anava cedint a les companyies de teatre catalanes de la postguerra. També fou un dels fundadores del Gremi de Llibreters de Vell de Catalunya i de l'Associació d'Editors en Llengua Catalana.
En 1981 va rebre el Premi Crítica Serra d'Or de Teatre per la seva tasca editorial, en 1986 el Premi Nacional d'Activitats Teatrals, en 1992 un dels Premis d'Actuació Cívica de la Fundació Lluís Carulla, el 1998 el Premi Trajectòria de la Setmana del Llibre en Català i en 1999 el guardó Butaca.
El 2015, el seu fill, llibreter, editor i arxiver teatral, Lluís Millà Salinas, gestiona l'entrega i venda de tota la documentació i Arxiu Teatral Millà a mans de la Biblioteca de Catalunya https://www.bnc.cat/Fons-i-col-leccions/Cerca-Fons-i-col-leccions/Llibreria-Editorial-Milla

## Obres
- Sant Jordi patró de Catalunya. Barcelona: Millà, 1972 (narrativa)
- El Barça; història d'en Bieló que arriba a ser campió. Barcelona: Millà, 1957 (teatre)
- El titella enamorat. Barcelona: Millà, 1951
- L'hostal del fantasma. Barcelona: Millà, 1951